# Fægtning under sommer-OL 2008
Fægtning under Sommer-OL 2008 var med på det olympiske program for 26. gang under 2008 i Beijing 9. til 17. august. Der var ti olympiske titler, tre individuelle og to i hold for mænd og tre individuelle og to holdkonkurrencer for kvinder. 

## Medaljeoversigt

### Individuel
| Disciplin                  | Guld               | Sølv             | Bronze                |
| -------------------------- | ------------------ | ---------------- | --------------------- |
| Sabel, damer 9. august     | Mariel Zagunis*    | Sada Jacobson*   | Becca Ward*           |
| Kårde, herrer 10. august   | Matteo Tagliariol* | Fabrice Jeannet* | José Luis Abajo       |
| Fleuret, damer 11. august  | Valentina Vezzali* | Nam Hyun-Hee     | Margherita Granbassi* |
| Sabel, herrer 12. august   | Zhong Man*         | Nicolas Lopez*   | Mihai Covaliu         |
| Fleuret, herrer 13. august | Benjamin Kleibrink | Yuki Ota         | Salvatore Sanzo       |
| Kårde, damer 13. august    | Britta Heidemann   | Ana Maria Brânză | Ildiko Mincza-Nebald  |

*Deltager også i holdfægtning.

### Hold (4 pers.)
| Disciplin                 | Guld                                                                               | Sølv                                                                            | Bronze                                                                                    |
| ------------------------- | ---------------------------------------------------------------------------------- | ------------------------------------------------------------------------------- | ----------------------------------------------------------------------------------------- |
| Sabel, damer 14. august   | Ukraine · Olga Kharlan · Olena Khomrova · Halyna Pundyk · Olha Zhovnir             | Kina · Bao Yingying · Ni Hong · Tan Xue · Huang Haiyang                         | USA · Sada Jacobson · Becca Ward · Dagmara Wozniak · Mariel Zagunis                       |
| Kårde, herrer 15. august  | Frankrig · Fabrice Jeannet · Jérôme Jeannet · Ulrich Robeiri · **                  | Polen · Robert Andrzejuk · Tomasz Motyka · Adam Wiercioch · Radoslaw Zowratniak | Italien · Stefano Carozzo · Diego Confalonieri · Alfredo Rota · Matteo Tagliariol         |
| Fleuret, damer 16. august | Rusland · Svetlana Bojko · Aida Sjanaeva · Viktorija Nikisjina · Evgenija Lamonova | USA · Emily Cross · Hanna Thompson · Erinn Smart · ***                          | Italien · Valentina Vezzali · Giovanna Trillini · Margherita Granbassi · Ilaria Salvatori |
| Sabel, herrer 17. august  | Frankrig · Nicolas Lopez · Julien Pillet · Boris Sanson · ****                     | USA · Tim Morehouse · Jason Rogers · Keeth Smart · James Williams               | Italien · Aldo Montano · Luigi Tarantino · Giampiero Pastore · Diego Occhiuzzi            |

**Jean-Michel Lucenay modtog ingen guldmedalje.

***Doris Willette modtog ingen sølvmedalje.

****Vincent Anstett modtog ingen guldmedalje.
|  | Denne artikel om en begivenhed kan blive bedre, hvis der indsættes et (bedre) billede. Du kan hjælpe ved at afsøge Wikimedia Commons for et passende billede eller lægge et op på Wikimedia Commons med en af de tilladte licenser og indsætte det i artiklen. |